# Hôtel Meynier de Salinelles
L'hôtel Meynier de Salinelles est un édifice civil de la ville de Nîmes, dans le département du Gard et la région Languedoc-Roussillon. Il comprend des fragments de sarcophages paléochrétiens scellés dans le mur de l'entrée et un cippe, classés en tant qu'objets monuments historiques depuis 1978.

## Localisation
L'édifice est situé 8 rue de l'Aspic. Il ne doit pas être confondu avec l'hôtel Boudon, appelé aussi hôtel Meynier de Salinelles, situé 2 et 4 rue de Bernis.

## Historique
XVIe siècle : Pierre de Rozel achète 2 maisons voisines et les unit par un escalier.

XVIIIe siècle : les Meynier de Salinelles, riches marchands, achètent l'hôtel.

## Architecture
Dans le mur (à droite en entrant) du vestibule (passage voûté) sont scellés des fragments de deux sarcophages du IVe siècle en marbre taillés en relief, représentant l'un le passage de la mer Rouge (Pharaon et son armée, Moïse et les Hébreux) et l'autre les miracles du Christ. Contre le mur gauche du même vestibule est appuyé un cippe. Ces trois éléments sont classés en tant qu'objets monuments historiques et ont été restaurés en 2004 par Frédéric Parizat.

L'escalier à vis est très large. La tourelle d'escalier a un décor Renaissance (vers 1550).